# Oszustki
Oszustki (ang. The Hustle) – amerykański film komediowy z 2019 roku w reżyserii Chrisa Addisona, wyprodukowany przez wytwórnie United Artists Releasing i Universal Pictures. Jest to remake filmu Parszywe dranie z 1988 roku, który sam w sobie jest remakiem filmu Opowieść do poduszki z 1964 roku. Główne role w filmie zagrały Anne Hathaway i Rebel Wilson. Zdjęcia kręcono w Londynie i w Palma de Mallorca.
Premiera filmu odbyła się 10 maja 2019 w Stanach Zjednoczonych. Miesiąc później, 21 czerwca, obraz trafił do kin na terenie Polski.

## Fabuła
Josephine Chesterfield (Anne Hathaway) jest uzdolnioną oszustką, która potrafi owinąć sobie dookoła palca każdego mężczyznę. Jej ofiarami są bajecznie bogaci i hojni ludzie. Pewnego dnia Josephine spotyka naciągaczkę Penny Rust (Rebel Wilson), która ma znacznie mniejsze ambicje: zwykle wystarcza jej, kiedy dzięki kłamstwom zdobędzie darmowy posiłek. Wkrótce wyłudzaczki poznają młodego, przystojnego milionera Thomasa Westerburga, który zbił fortunę na popularnej aplikacji. Josephine i Penny zaczynają rywalizować o jego względy i łup, który zamierzają zdobyć.

## Obsada
- Anne Hathaway jako Josephine Chesterfield
- Rebel Wilson jako Penny Rust
- Alex Sharp jako Thomas Westerburg
- Ingrid Oliver jako Brigitte Desjardins
- Emma Davies jako Cathy
- Dean Norris jako Howard Bacon
- Timothy Simons jako Jeremy
- Rob Delaney jako Todd

## Odbiór

### Zysk
Z dniem 18 czerwca 2019 film Oszustki zarobił 35 milionów dolarów w Stanach Zjednoczonych i Kanadzie oraz 43,3 miliona dolarów w pozostałych państwach; łącznie 78,3 miliona dolarów.

### Krytyka
Film Oszustki spotkał się z negatywną reakcją krytyków. W serwisie Rotten Tomatoes 15% ze stu trzydziestu dziewięciu recenzji filmu jest pozytywne (średnia ocen wyniosła 3,89 na 10). Na portalu Metacritic średnia ocen z 28 recenzji wyniosła 35 punktów na 100.